# Chinyero
Chinyero este o arie protejată (arie specială de conservare — SAC, sit de importanță comunitară — SCI) din Spania întinsă pe o suprafață de 2.380 ha, integral pe uscat.

## Localizare
Centrul sitului Chinyero este situat la coordonatele 28°18′45″N 16°46′31″W / 28.3126°N 16.7754°V.

## Înființare
Situl Chinyero a fost declarat sit de importanță comunitară în octombrie 1999 pentru a proteja 2 specii de animale. Situl a fost protejat și ca arie specială de conservare în ianuarie 2010.

## Biodiversitate
Situată în ecoregiunea , aria protejată conține 6 habitate naturale: Păduri macaroneziene de dafin (Laurus, Ocotea), Pajiști macaroneziene cu vegetație endemică, Lande oro-mediteraneene cu formațiuni endemice de grozamă, Tufărișuri termo-mediteraneene și de pre-deșert, Câmpuri de lavă și excavații naturale, Păduri de pin endemic canariene.
La baza desemnării sitului se află mai multe specii protejate de  mamifere (2): liliac cârn (Barbastella barbastellus), Plecotus teneriffae.